# Tim Frawley
Tim Frawley (ur. ?) – australijski lekkoatleta, skoczek wzwyż, tyczkarz, płotkarz i młociarz.
Wielokrotny medalista mistrzostw Australazji:
- 1905[1] – złoto w skoku wzwyż
- 1908[2] – srebro w skoku o tyczce (pierwsze miejsce wśród Australijczyków) oraz brąz w rzucie młotem
- 1909[3] – brązowe medale w biegu na 120 jardów przez płotki (2. lokata wśród Australijczyków), skoku wzwyż oraz skoku o tyczce (2. lokata wśród Australijczyków)

## Rekordy życiowe
- Skok o tyczce – 3,35 (2 marca 1908, Hobart) były rekord Australii[4]